# Bad Erlach
Bad Erlach (Bad Erlach an der Pitten) ist eine Marktgemeinde mit 3312 Einwohnern (Stand 1. Jänner 2025) im Bezirk Wiener Neustadt in Niederösterreich.

## Geografie
Bad Erlach liegt im südöstlichen Industrieviertel in Niederösterreich, am Ausgang des Tals der Pitten in das Steinfeld und gehört zur Region Bucklige Welt. Wenige Meter nordöstlich von Erlach befindet sich der Zusammenfluss der Pitten mit der Schwarza, die ab dort die Leitha bilden.
Die Fläche der Marktgemeinde umfasst 9,16 Quadratkilometer. 50,67 % der Fläche sind bewaldet. Bad Erlach hat 680 Gebäude.

### Gemeindegliederung
Das Gemeindegebiet umfasst folgende drei Ortschaften und gleichnamigen Katastralgemeinden (in Klammern Einwohnerzahl Stand 1. Jänner 2025):
- Bad Erlach (2695 Einwohner, 6,59 km²) samt Grubenhäusl, Harrathof, Stupfenreith, Vorderbrühl und Ziegelofen
- Brunn bei Pitten (489 Ew., 1,57 km²) samt Genesungsheim Mater Salvatoris
- Linsberg (128 Ew., 1,01 km²)

Zur Ortschaft Bad Erlach gehören die Rotten Vorderbrühl und Ziegelofen.

### Nachbargemeinden
Die fünf Nachbargemeinden von Bad Erlach sind:
| Schwarzau am Steinfeld      | Lanzenkirchen                               |             |
| Pitten (Bezirk Neunkirchen) | Kompassrose, die auf Nachbargemeinden zeigt | Walpersbach |
| Scheiblingkirchen-Thernberg | Bromberg                                    |             |

## Geschichte
Vor Christi Geburt war das Gebiet Teil des keltischen Königreiches Noricum und gehörte zur Umgebung der keltischen Höhensiedlung Burg auf dem Schwarzenbacher Burgberg.
Später unter den Römern lag das heutige Bad Erlach dann in der Provinz Pannonia.
Erlach wurde 987 erstmals in einer in der Schlosskirche von Ebenfurth aufliegenden Urkunde erwähnt. In dieser ist angeführt, dass Leute von „Elira“ für den Heiligen St. Ulrich eine Dankkapelle errichtet haben. 1045 wurde „Erlaha“ erstmals urkundlich als Dorf unter den Ministerialen der Grafen von Wels-Lambach genannt.
Unter Kaiser Joseph II. wurde 1780 die Ulrichskirche geschlossen.
1850 begann in Erlach das Zeitalter der Industrialisierung durch die Errichtung einer Spinn- und Webfabrik Aktiengesellschaft der Roth-Kosteletzer und Erlacher Spinnerei und Weberei. Auf Initiative von Baron Kempen von Fichtenstein wurde 1858 die Ulrichskirche renoviert und wiedereröffnet. 1871 wurde die bis dahin selbständige Gemeinde Brunn-Linsberg in die Gemeinde Erlach eingemeindet.
Durch die Eröffnung der Aspangbahn am 7. August 1881 erhielt Erlach den lange ersehnten Eisenbahnanschluss, was sich insbesondere auf die Entwicklung der Wirtschaft positiv auswirkte.
Am 29. Juni 1995 beschloss der Landtag von Niederösterreich einstimmig die Erhebung von Erlach zur „Marktgemeinde“. Die Markterhebungsfeier erfolgte im Rahmen eines großen Festes am 5. September 1996.
Gemeinsam mit der NÖ-Landesregierung und der Kongregation der Salvatorianerinnen wurde 2001 mit dem Bau eines Pensionistenheimes begonnen, das heute ein wichtiger Wirtschaftsträger der Gemeinde ist.
2004 wurden im Bereich der Katastralgemeinde Linsberg erfolgreich Bohrungen zur Erschließung von Thermalwasser vorgenommen. Nach anfänglichen Finanzierungsproblemen wurde im Februar 2007 mit dem Bau des Thermalbades Linsberg begonnen, das am 8. August 2008 in Betrieb ging.
Am 22. März 2007 wurde der Marktgemeinde Erlach gemäß Beschluss der NÖ-Landesregierung die Bezeichnung „Bad“ Erlach verliehen.
Am 15. Februar 2013 erfolgte der Spatenstich für den Bau des Gesundheitszentrums und damit der erste Schritt in Richtung Gesundheitscluster Bad Erlach. Das 25 Mio. Euro schwere Projekt wird vom Land Niederösterreich und der Ecoplus Regionalförderung auf Initiative von Wirtschaftslandesrätin Petra Bohuslav unterstützt. Das neue Gesundheitszentrum mit 192 Betten, das auf die Behandlung von Krebspatienten ausgelegt sein wird, soll bis Oktober 2014 fertiggestellt werden.

### Einwohnerentwicklung
Bad Erlach ist eine prosperierende Gemeinde, deren Einwohnerzahl seit 1991 stetig zugenommen hat. Insbesondere durch die Schaffung von Startwohnungen für Jungfamilien, durch die Errichtung von Wohnhausanlagen und durch die Schaffung günstiger Baugründe hat Bad Erlach an Attraktivität gewonnen. Dies wird besonders durch die Privathaushalte unterstrichen, deren Anzahl von 876 (1991) auf 1.050 (2001) anstieg.
Nach dem Ergebnis der Volkszählung von 2001 wies die Marktgemeinde Bad Erlach 2.531 Einwohner auf. Eine Erhebung vom 31. Dezember 2007 ergab einen Zuwachs innerhalb der letzten sechs Jahre um 10,8 % auf 2.729 Bewohner. Da sich die Geburtenbilanz negativ entwickelt hat, ist dieser Zuwachs auf den großen Zuzug zurückzuführen.
Die folgende Grafik zeigt die Bevölkerungsentwicklung von Bad Erlach seit 1869:
| Bad Erlach: Einwohnerzahlen von 1869 bis 2025       | Bad Erlach: Einwohnerzahlen von 1869 bis 2025 | Bad Erlach: Einwohnerzahlen von 1869 bis 2025 | Bad Erlach: Einwohnerzahlen von 1869 bis 2025 | Bad Erlach: Einwohnerzahlen von 1869 bis 2025 |
| --------------------------------------------------- | --------------------------------------------- | --------------------------------------------- | --------------------------------------------- | --------------------------------------------- |
| Jahr                                                |                                               |                                               |                                               | Einwohner                                     |
| 1869                                                | 1869                                          |                                               | 1.388                                         | 1.388                                         |
| 1880                                                | 1880                                          |                                               | 1.708                                         | 1.708                                         |
| 1890                                                | 1890                                          |                                               | 1.698                                         | 1.698                                         |
| 1900                                                | 1900                                          |                                               | 2.036                                         | 2.036                                         |
| 1910                                                | 1910                                          |                                               | 2.241                                         | 2.241                                         |
| 1923                                                | 1923                                          |                                               | 1.877                                         | 1.877                                         |
| 1934                                                | 1934                                          |                                               | 2.054                                         | 2.054                                         |
| 1939                                                | 1939                                          |                                               | 2.101                                         | 2.101                                         |
| 1951                                                | 1951                                          |                                               | 2.141                                         | 2.141                                         |
| 1961                                                | 1961                                          |                                               | 2.122                                         | 2.122                                         |
| 1971                                                | 1971                                          |                                               | 2.218                                         | 2.218                                         |
| 1981                                                | 1981                                          |                                               | 2.099                                         | 2.099                                         |
| 1991                                                | 1991                                          |                                               | 2.184                                         | 2.184                                         |
| 2001                                                | 2001                                          |                                               | 2.529                                         | 2.529                                         |
| 2011                                                | 2011                                          |                                               | 2.805                                         | 2.805                                         |
| 2021                                                | 2021                                          |                                               | 3.197                                         | 3.197                                         |
| 2025                                                | 2025                                          |                                               | 3.312                                         | 3.312                                         |
| Quelle(n): Statistik Austria, Gebietsstand 1.1.2021 |                                               |                                               |                                               |                                               |

### Religion
Nach den Daten der Volkszählung 2001 waren 82,6 % der Einwohner römisch-katholisch, 1,4 % evangelisch und 4,1 % Muslimisch. 0,9 % gehörten orthodoxen Kirchen an, 9,4 % der Bevölkerung hatten kein religiöses Bekenntnis.

## Kultur und Sehenswürdigkeiten

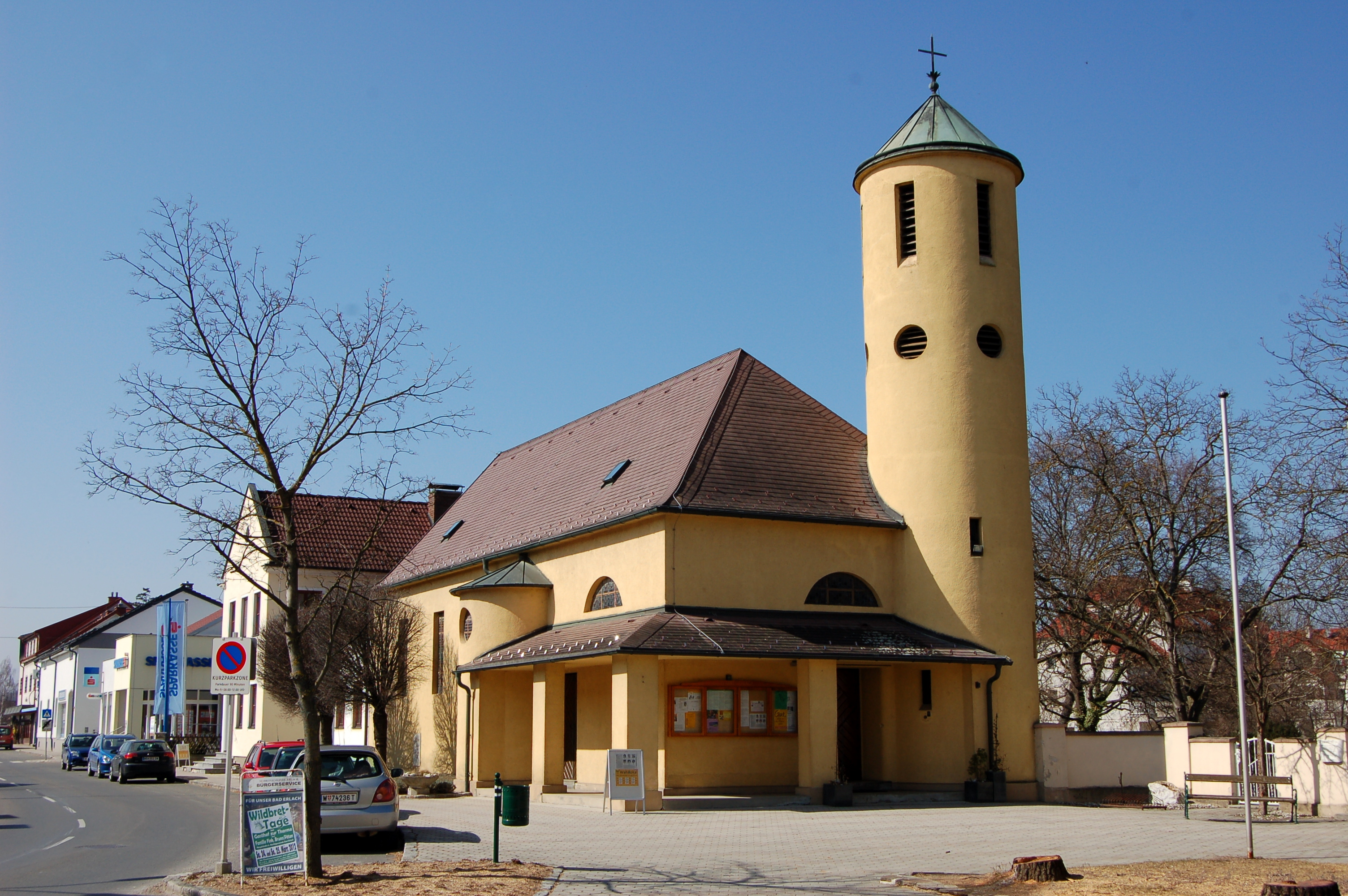
Pfarrkirche Bad Erlach

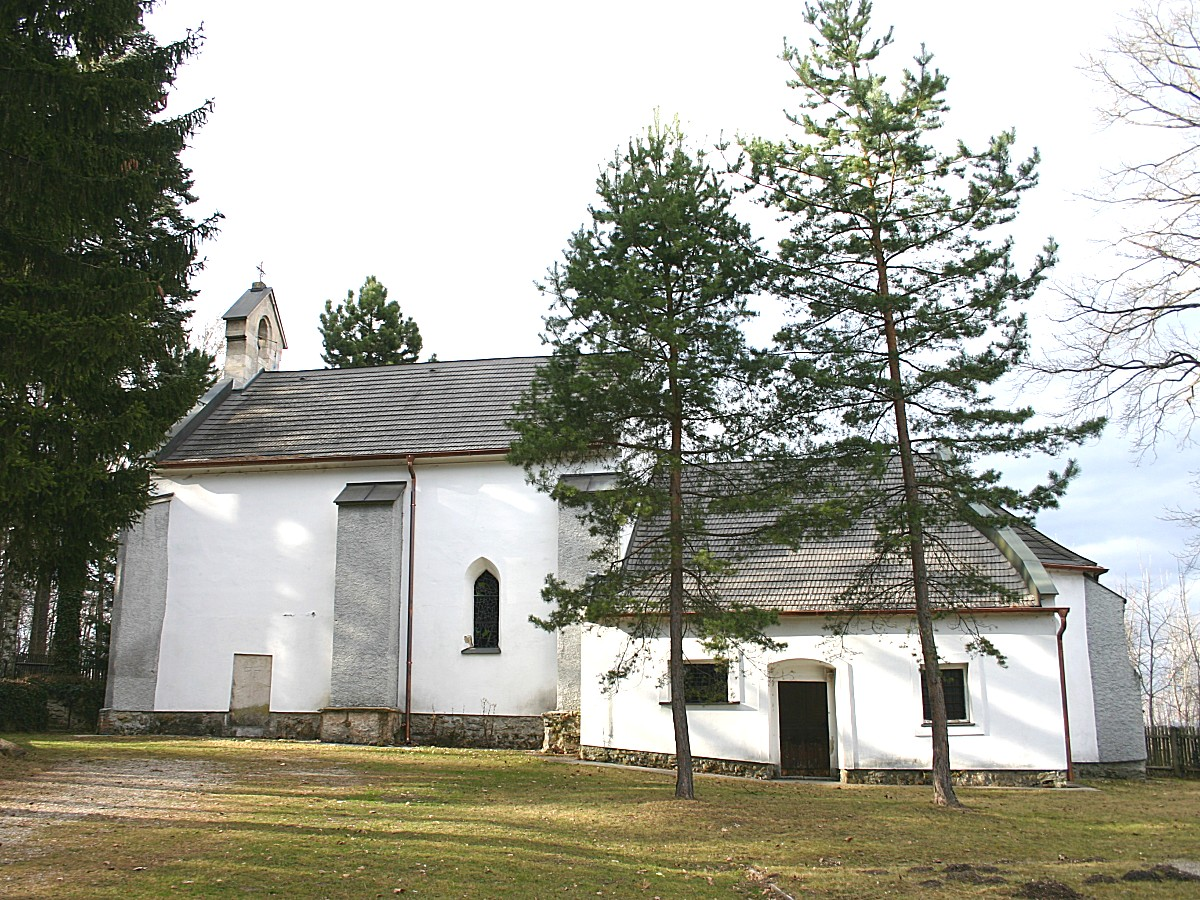
Ulrichskirche

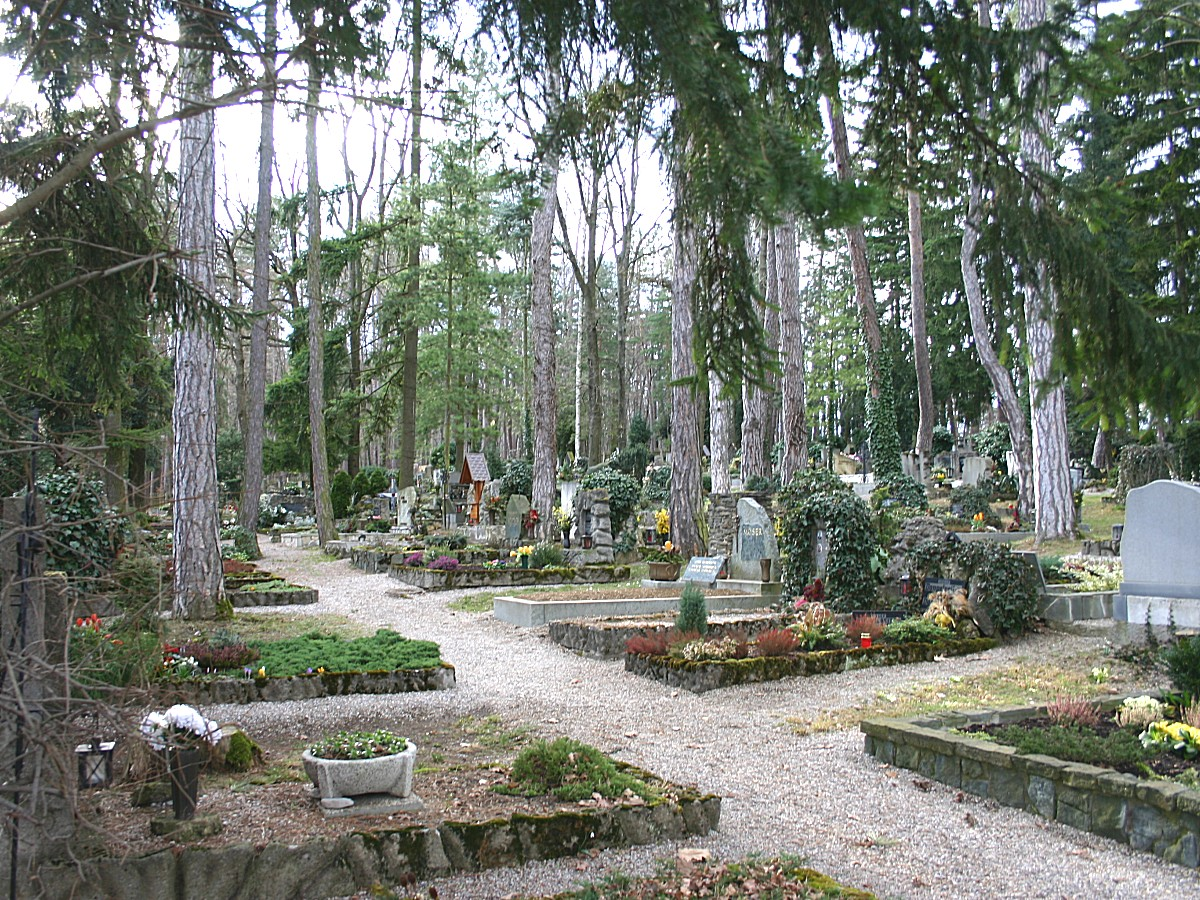
Waldfriedhof

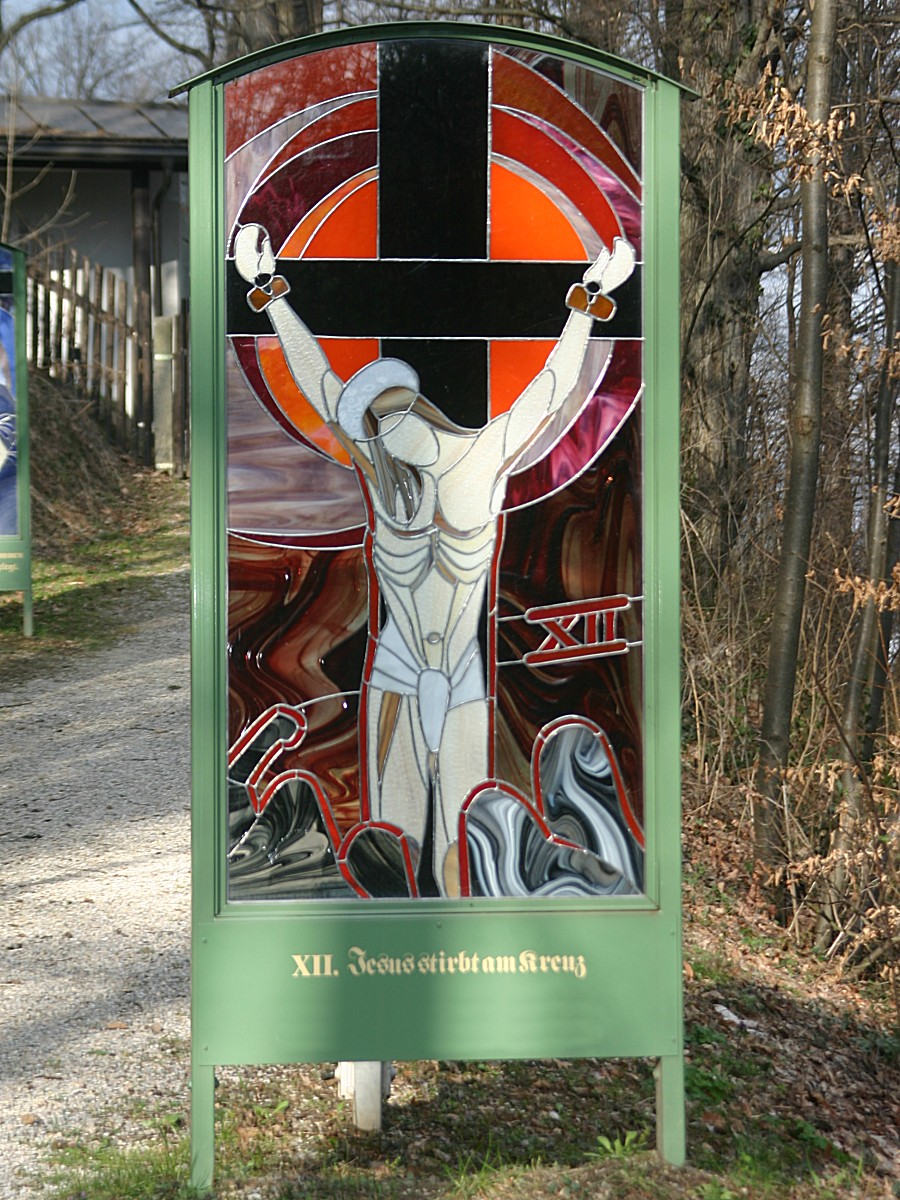
Kreuzweg

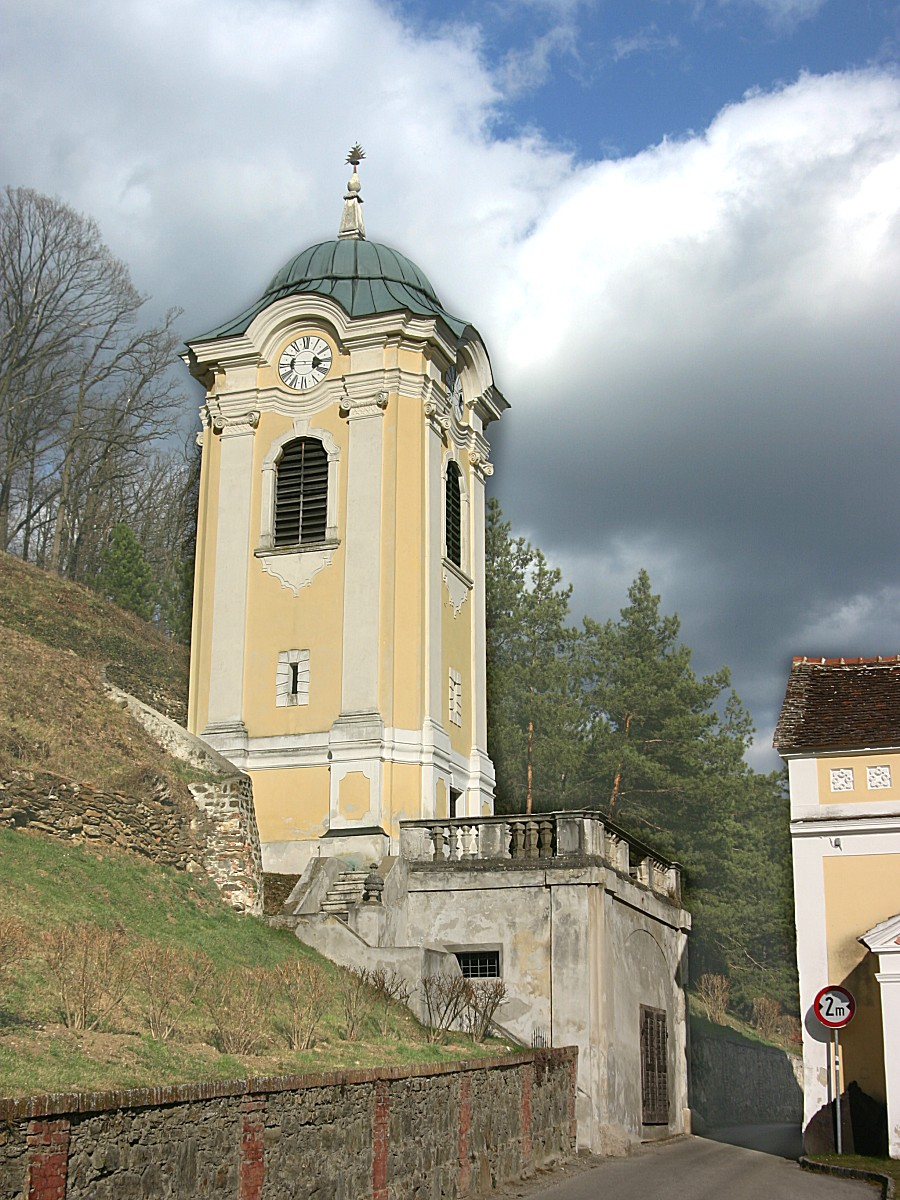
Schloss Linsberg, Schlossturm

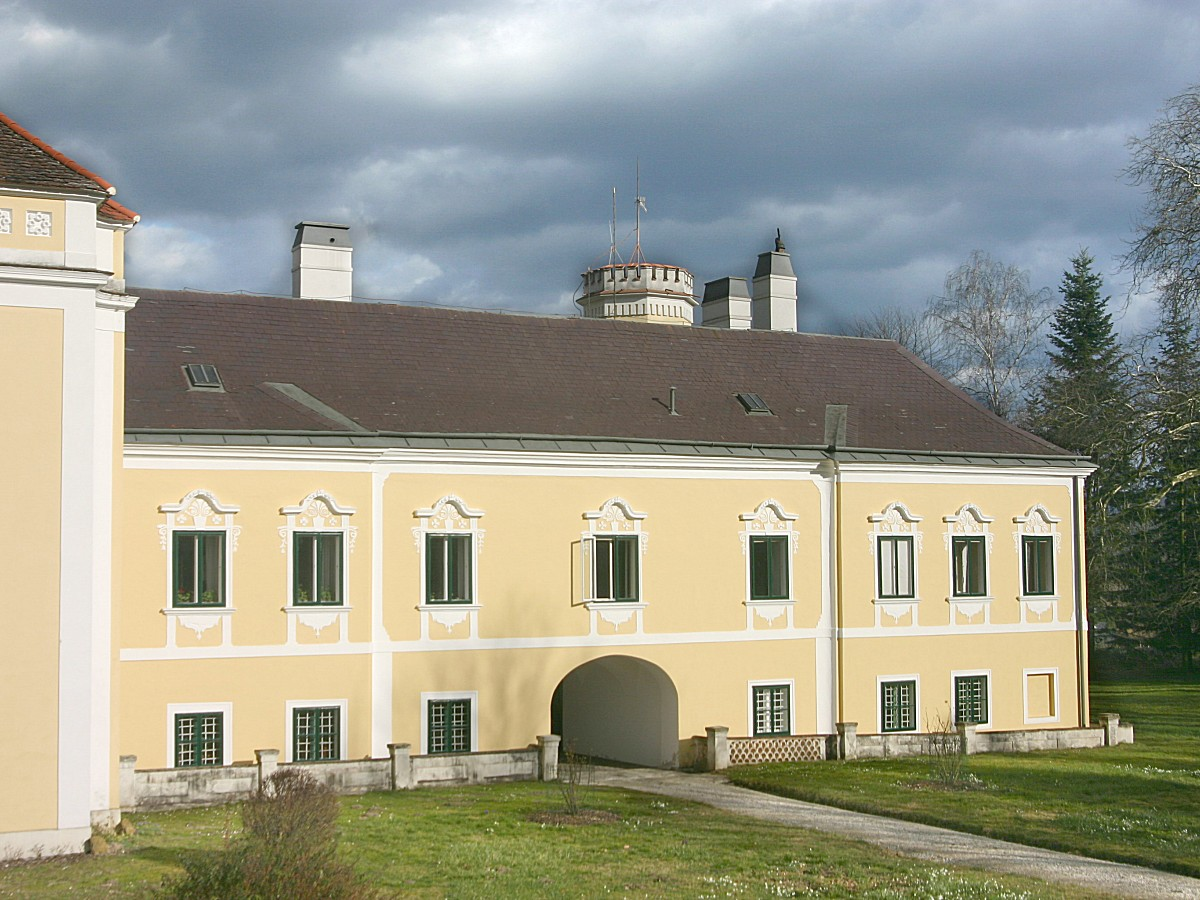
Wohntrakt des Schlosses Linsberg

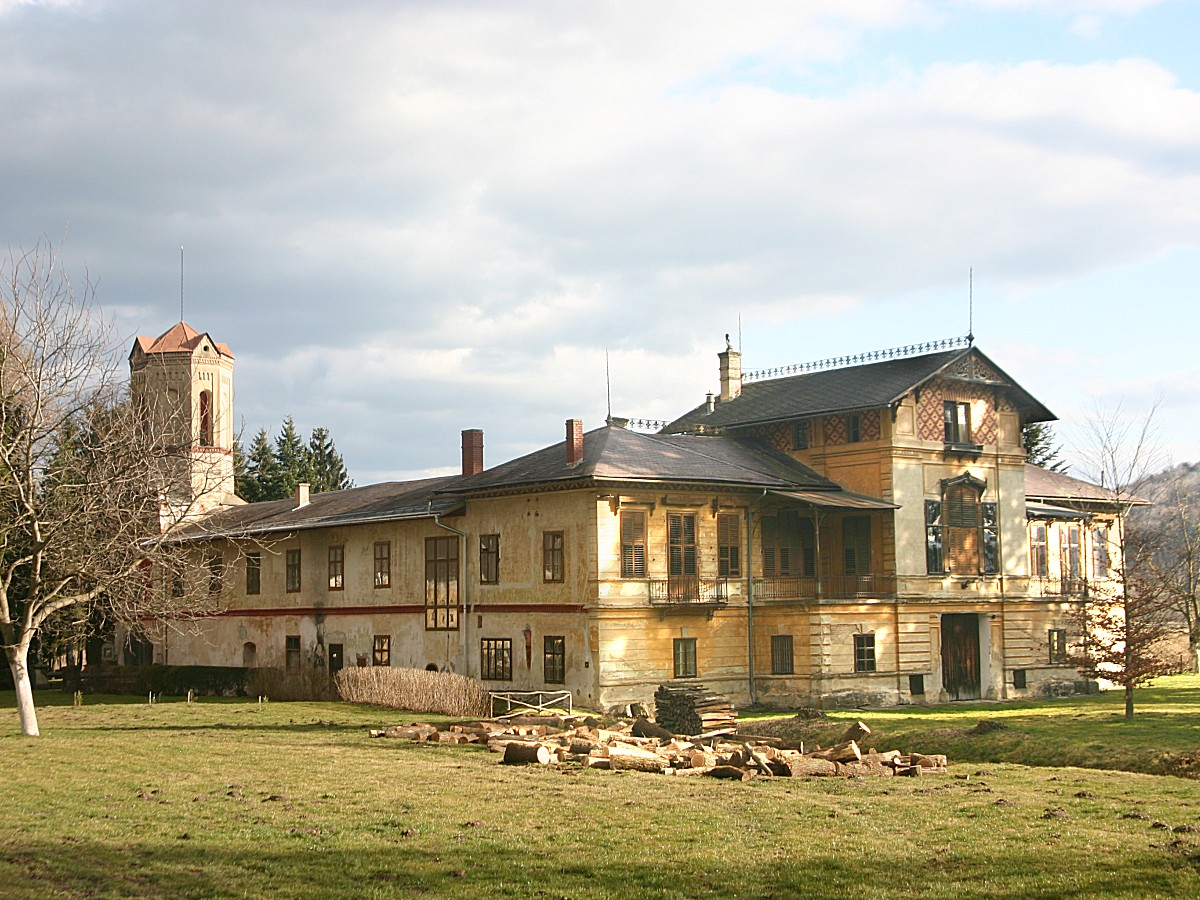
Wirtschaftsgebäude Schloss Linsberg

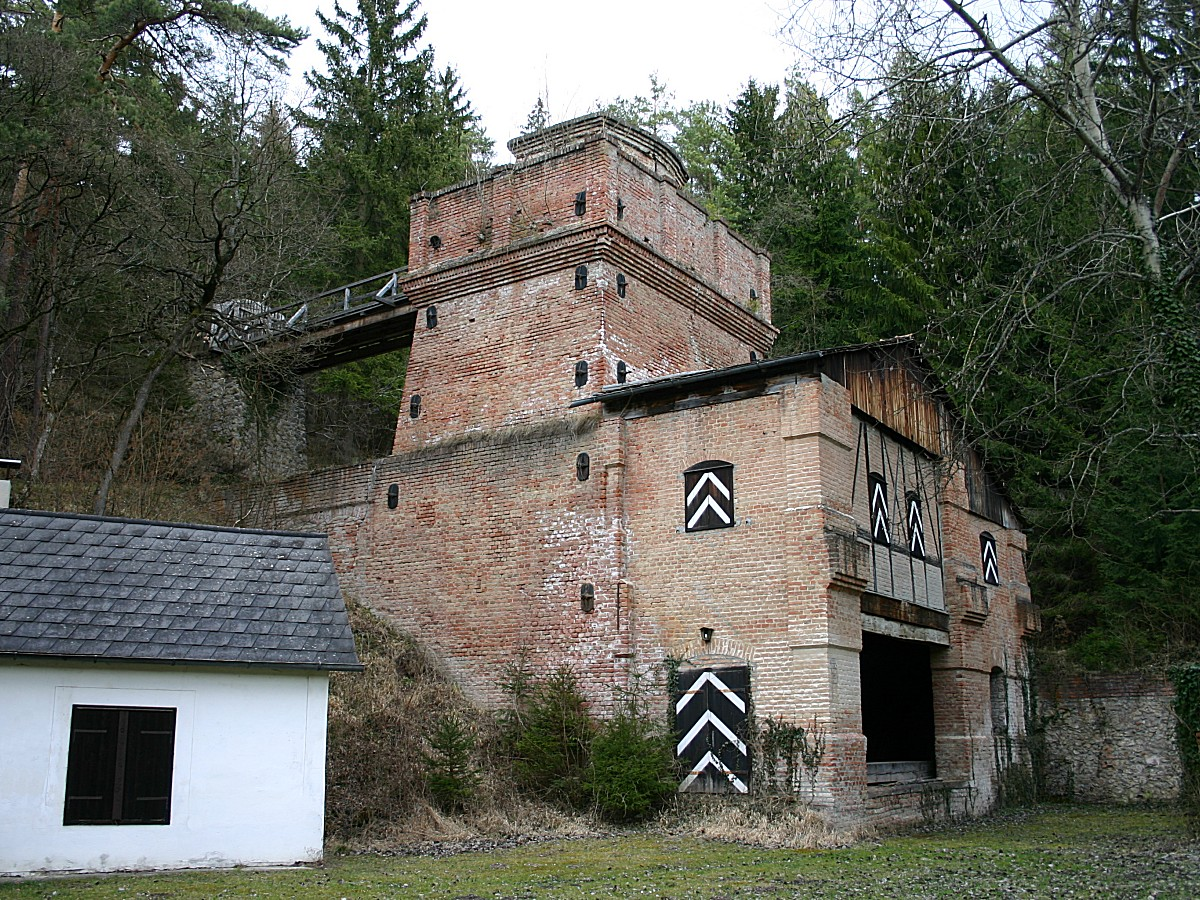
Kalkbrennofen als Industriedenkmal

- Katholische Pfarrkirche Bad Erlach hl. Anton: Die nach den Plänen des damaligen Dombaumeister von St. Stefan in Wien, Karl Holey, im Jahre 1933 erbaute St. Antonius-Kirche (Kirchenpatron Antonius von Padua, 13. Juni Patrozinium) ersetzte die in der Nähe befindliche, im 17. Jahrhundert errichtete Ortskapelle, wobei die Raumform und der Rundturm des Bauwerkes an die einst in Bad Erlach dominierende Ziegelindustrie erinnern. Der neu gestaltete Altarraum in der Pfarrkirche wurde 1998 von Christoph Schönborn geweiht.
- Erlacher Madonna: Die 166 cm große, um 1320 bis 1330 geschaffene Holzskulptur zählt zu jenen seltenen Madonnendarstellungen, wo das Kind am rechten Arm Mariens gehalten wird. Es ist nicht bekannt, wie lange die Statue in der Ulrichskirche ihren Platz hatte, bevor sie 1939 vom Erzbischöflichen Dom- und Diözesanmuseum in Wien durch Kauf erworben wurde. 1991 ist es gelungen, die Madonna in Form einer Kopie nach Erlach zurückzuholen und in einer Nische der Antoniuskirche aufzustellen.
- Ulrichskirche mit Waldfriedhof und Kreuzweg: Die derzeitige Ulrichskirche stammt aus dem 13. Jahrhundert, was durch die Grabplatte an der Außenseite bestätigt wird. Es wird angenommen, dass sich schon weit früher auf dem Höhenzug Mönche angesiedelt haben. Ab 1945 wurde um die Kirche ein Waldfriedhof zwischen Schwarzföhren angelegt. Grabungen des Instituts für Ur- und Frühgeschichte aus dem Jahre 1994 haben neben zahlreichen Skelettfunden auch römische Mauerreste zum Vorschein gebracht. Den Zugang zum Waldfriedhof bildet ein vom Bad Erlacher Glaskünstler Alois Hammer gestalteter Kreuzweg aus Tiffany-Glastafeln.
- Schloss Linsberg: Der einstmals von zahlreichen Türmen umgebene „freye Thurmhof“ zu Linsberg vermittelt heute den Eindruck, als würde die Straße mitten durch die Kirche führen.
- Ziegelofen: In Bad Erlach befanden sich einst bis zu elf Ziegelöfen. Der Ziegelofen an der Bromberger Straße, der heute noch betrieben wird, ist das letzte Überbleibsel dieses einst blühenden Industriezweiges.
- Mühle: Die Bad Erlacher Mühle ist eines der ältesten Gebäude der Gemeinde Bad Erlach und ist heute Heimstätte des Heimatmuseums. Darin werden nicht nur Ortsgeschichte, sondern auch die Exzentriques-Höhle präsentiert. Auch die Geschichte des Müllers, der einst Gips unter sein Mehl mischte und dafür zum Tod verurteilt wurde, ist dokumentiert.
- Harrathof: Der ehemalige Adelssitz wurde 1406 („Nicolai de Harreth“) erstmals urkundlich erwähnt. Später kommt der Hof in die Zehentpflicht der Reichersberger. Heute ist der Harrathof in Privatbesitz. Interessant ist das Grafengrab, das links des Weges am Waldrand liegt. Die Inschrift erinnert an den Grafen Luis de Rosiers, der am Harrathof am 14. Oktober 1813 verstarb.
- Das Heimatmuseum Bad Erlach ist in der „Alten Mühle“ in der Altagasse 37 untergebracht. Es umfasst rund 500 Exponate:[8]
  - Schaustücke zu den Themen Schule, Haushalt, Gewerbe, Industrie (Ziegelindustrie), Landwirtschaft und Vereinsleben;
  - eine Münzensammlung;
  - Skelettfunde von 22 Menschen aus der Zeit von etwa 1000 n. Chr., die bei Sanierungsarbeiten der Ulrichskirche freigelegt wurden;
  - eine Kopie der Erlacher Madonna (Original um 1330) sowie
  - Funde aus der Umgebung ab der Hallstattzeit, Ausgrabungsdokumentation, Ulrichskirche, Dokumentation Excentriques-Höhle (siehe unten).

Musik
- Der „Kirchenchor und Jugendchor Bad Erlach“ wurde 1933 gegründet und umfasst heute rund 50 Mitglieder. Im Jahr 1977 übernahm der jetzige Dirigent Mag. Gottfried Wiesbauer die Leitung des Chors. Die jugendlichen Sänger schlossen sich 1996 zum „Jugendchor Bad Erlach“ zusammen und treten seitdem im Rahmen von kulturellen Veranstaltungen in der Marktgemeinde Bad Erlach sowie bei Konzerten und Hochzeiten auf.

Naturdenkmäler
- Die Excentriquehöhle wurde erst 1960 bei Arbeiten im Kalksteinbruch entdeckt. In dieser Tropfsteinhöhle finden sich seltene Gesteinsformationen, weshalb diese nicht allgemein zugänglich, sondern besonders geschützt ist.[9]

## Wirtschaft und Infrastruktur
Im Jahr 2001 gab es 92 nicht landwirtschaftliche Arbeitsstätten. Nach der Erhebung von 1999 waren 31 land- und forstwirtschaftliche Betriebe zu verzeichnen. Auf Grund der Volkszählung 2001 wurden 1194 Erwerbstätige am Wohnort registriert. Die Erwerbsquote lag 2001 bei 48,16 %.
Therme Linsberg
Nachdem 2004 bei Bohrarbeiten eine Thermalquelle entdeckt worden war, wurde im Herbst 2005 mit dem Bau eines Thermalbades begonnen. Die Arbeiten mussten jedoch wegen archäologischer Funde gestoppt werden. Nach Abschluss archäologischer Grabungen durch das Bundesdenkmalamt im Dezember 2006 wurden die Bauarbeiten im Jänner 2007 fortgesetzt. Nach anfänglichen Finanzierungsproblemen wurde im Ortsteil Linsberg auf einer 150 ha großen Liegenschaft mit dem Bau eines Thermalbades begonnen, das im August 2008 eröffnet wurde. Bauherr der Therme Linsberg ist die „L&L Projektentwicklungs GmbH“, hinter der wiederum die „Asia Resort Linsberg L&L Projektentwicklungs GmbH & Co KG“ steht. Diese steht im Eigentum von 95 österreichischen Privatpersonen, die jeweils zwischen einem halben und zwei Prozent an der Gesellschaft in Form einer Kommanditbeteiligung halten, wobei die Interessen der Investoren durch eine Treuhandgesellschaft wahrgenommen werden. Betreiber ist die „Asia Resort Linsberg Betriebs GmbH“, deren Gesellschaftsstruktur ident mit jener der Errichtergesellschaft ist.
Die Projektkosten für das Thermalbad und angeschlossene Hotel mit 250 Betten waren mit 64,4 Mio. Euro veranschlagt. Davon wurden rund 18 Mio. Euro von 95 Privatinvestoren, rund 20,4 Mio. Euro durch das Land Niederösterreich und rund 25,0 Mio. Euro durch ein Bankenkonsortium aufgebracht. Die Marktgemeinde Bad Erlach war mit rund 1,0 Mio. Euro beteiligt.
Durch die Errichtung des Thermalbades Linsberg, das am 8. August 2008 eröffnet wurde und unter dem Namen „Hotel & Spa Linsberg Asia“ vermarktet wird, erwarten sich die Marktgemeinde Bad Erlach und die umliegenden Gemeinden der Region Bucklige Welt wesentliche wirtschaftliche Impulse. Allein durch die Therme und das angeschlossene Hotel entstanden 150 Arbeitsplätze. Als begleitendes Projekt wird im Umfeld der Therme ein Golfplatz mit 18 Löchern errichtet. Neben Kurgästen sollen vor allem Tagesgäste durch die Therme angesprochen werden.
Die 2004 erbohrten Quellen liefern Mineralthermalschwefel-Heilwasser. Die Gesamtmineralisation liegt bei 2370 mg/l, die Wassertemperatur bei 26,6 °C. Der Gehalt an titrierbarem, zweiwertigem Schwefel beträgt 16,01 mg/l. Mit Bescheid vom 9. Jänner 2007 wurde das Wasser der Therme offiziell als „Heilquelle Linsberg“ anerkannt. Nach der balneochemischen Nomenklatur handelt es sich um ein „Calcium-Magnesium-Sulfat-Schwefel-Thermal-Mineral-Wasser“, das zur Behandlung der nachfolgend angeführten Leiden geeignet ist: Erkrankungen des Bewegungsapparates, Nachbehandlung nach Verletzungen verschiedener Genese (Zustände nach Frakturen, Wundheilstörungen, Sportverletzungen etc.), periphere Kreislauferkrankungen, Hauterkrankungen wie Psoriasis oder Neurodermitis.

### Öffentliche Einrichtungen
- Polizeiinspektion Bad Erlach
- Rotes Kreuz Ortsstelle Bad Erlach
- Freiwillige Feuerwehr Bad Erlach
- Freiwillige Feuerwehr Brunn an der Pitten

### Bildung
In der Gemeinde gibt es eine Volksschule und eine Mittelschule.

### Sport
- Kegelsportklub Bad Erlach: Die Herrenmannschaft des KSK Bad Erlach zählte viele Jahre lang zum Stamm der höchsten Spielklasse, der Bundesliga, in Österreich. Der derzeitige Obmann Josef Baumgartner konnte sich in die Rekordlisten der Kegler eintragen und auch hervorragende Einzelergebnisse bei den Österreichischen Meisterschaften erzielen.
- SV Bad Erlach: Der Fußballverein spielt derzeit in der 1. Klasse Süd.
- TC Union Bad Erlach: Der Tennisverein nimmt mit mehreren Mannschaften an den regionalen Kreismeisterschaften teil. Die Damenmannschaft 1 spielt in der Landesliga.
- Schachklub Bad Erlach: Der Schachklub nimmt an regionalen Meisterschaften und Turnieren teil.
- Reitschule Bad Erlach: Der Reitclub nimmt bei mehreren Turnieren in der Region und an örtlichen Aktivitäten teil.

## Politik

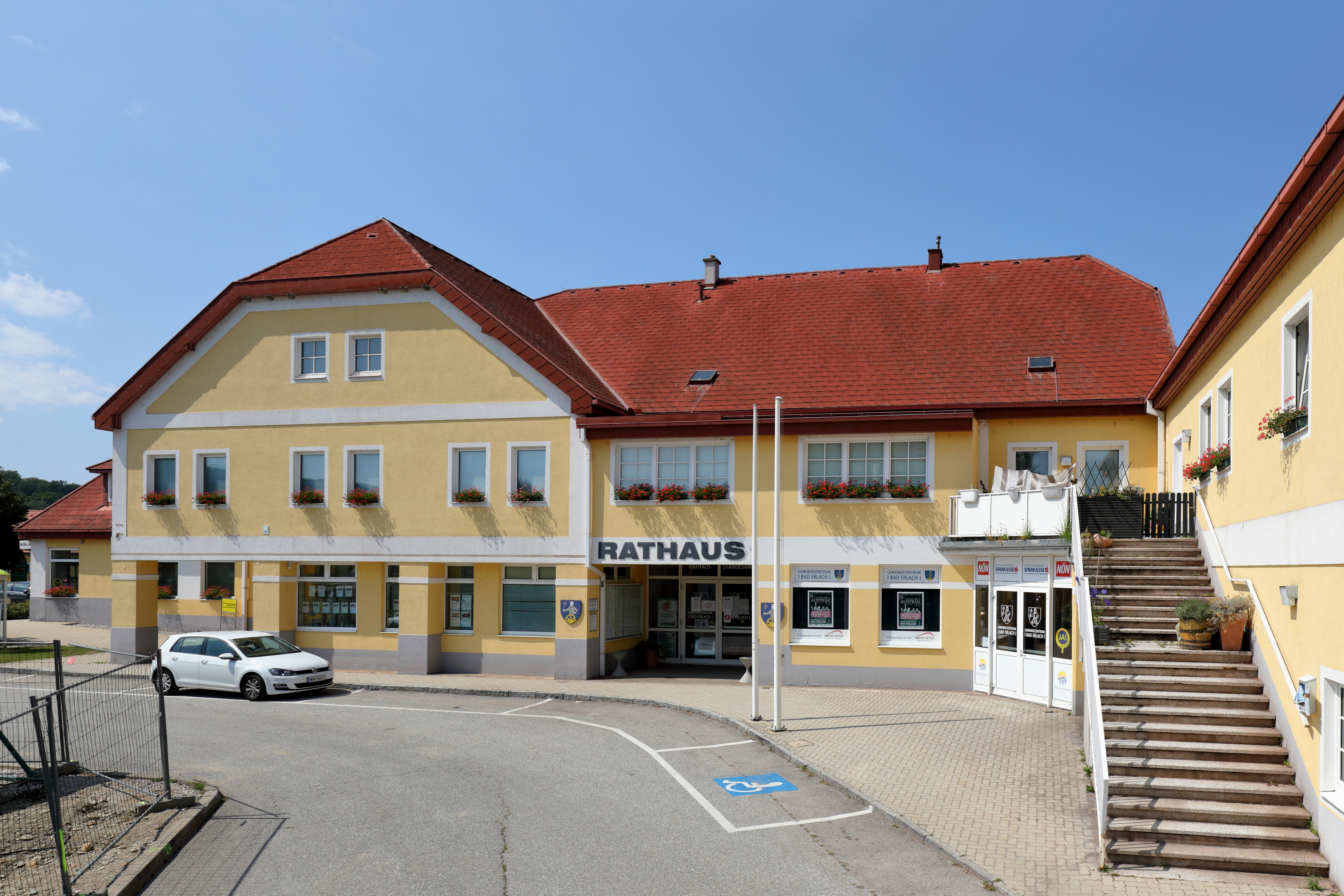
Gemeindezentrum von Bad Erlach; 1988 errichtet

### Gemeinderat
Der Gemeinderat hat 23 Mitglieder.
- Mit den Gemeinderatswahlen in Niederösterreich 1990 hatte der Gemeinderat folgende Verteilung: 12 SPÖ, und 9 ÖVP.
- Mit den Gemeinderatswahlen in Niederösterreich 1995 hatte der Gemeinderat folgende Verteilung: 12 SPÖ, und 9 ÖVP.[13]
- Mit den Gemeinderatswahlen in Niederösterreich 2000 hatte der Gemeinderat folgende Verteilung: 11 ÖVP, und 10 SPÖ.[14]
- Mit den Gemeinderatswahlen in Niederösterreich 2005 hatte der Gemeinderat folgende Verteilung: 16 ÖVP, und 5 SPÖ.[15]
- Mit den Gemeinderatswahlen in Niederösterreich 2010 hatte der Gemeinderat folgende Verteilung: 17 ÖVP, und 4 SPÖ.[16]
- Mit den Gemeinderatswahlen in Niederösterreich 2015 hatte der Gemeinderat folgende Verteilung: 16 ÖVP, 4 SPÖ, und 1 FPÖ.[17]
- Mit den Gemeinderatswahlen in Niederösterreich 2020 hatte der Gemeinderat folgende Verteilung: 16 ÖVP, 4 SPÖ, und 1 FPÖ.[18]
- Mit den Gemeinderatswahlen in Niederösterreich 2025 hat der Gemeinderat folgende Verteilung: 14 ÖVP, 5 FPÖ und 4 SPÖ.[19]

### Bürgermeister
| Amtszeit  | Bürgermeister       |
| --------- | ------------------- |
| 1848–1861 | Mathias Dorfmeister |
| 1861–1865 | Ignaz Hammer        |
| 1865–1868 | Georg Hammer        |
| 1868–1869 | Mathias Dorfmeister |
| 1870–1873 | Mathias Karnthaler  |
| 1873–1877 | Josef Breitschnik   |
| 1877–1880 | Georg Kattinger     |
| 1880–1886 | Wilhelm Fendler     |
| 1886–1892 | Roman Hayden        |

| Amtszeit  | Bürgermeister        |
| --------- | -------------------- |
| 1892–1896 | Alois Wessely        |
| 1896–1901 | Georg Kattinger      |
| 1901–1905 | Roman Hayden         |
| 1905–1913 | Alois Wessely        |
| 1913–1920 | Josef Schwendenwein  |
| 1920–1934 | Franz Röhsler        |
| 1934–1938 | Ing. Andreas Jeitler |
| 1938–1942 | Karl Buchner         |
| 1942–1945 | Heinrich Rädler      |

| Amtszeit  | Bürgermeister           |
| --------- | ----------------------- |
| 1945–1947 | Karl Jasansky           |
| 1947–1955 | Leopold Baumgartner     |
| 1955–1970 | Karl Wagner             |
| 1970–1984 | Herbert Kovacs          |
| 1984–1997 | Franz Ofenböck (SPÖ)    |
| 1997–2000 | Walter Dorner (SPÖ)     |
| 2000–2022 | Johann Rädler (ÖVP)     |
| seit 2022 | Bärbel Stockinger (ÖVP) |

### Wappen
Der Marktgemeinde Erlach wurde mit Beschluss der NÖ-Landesregierung vom 16. April 1996 ein Gemeindewappen verliehen.
Blasonierung:
„In blauem Schild, aus goldenem Dreiberg hervorragend, ein halbes goldenes Rad, daraus wachsend ein silberner Mann, in seiner Rechten einen silbernen Stab mit einem Ulrichskreuz haltend, den linken Arm in die Seite gestemmt.“
Gleichzeitig wurden die vom Gemeinderat der Marktgemeinde Erlach festgesetzten Gemeindefarben „Gelb-Blau-Weiß“ genehmigt.

## Persönlichkeiten
- Rudolf Birbaumer (1876–1947), Lehrer und Politiker
- Ignaz Zollschan (1877–1948), österreichisch-britischer Arzt und Anthropologe
- Hans W. Fasching (1923–2009), Jurist, Richter und Universitätsprofessor
- Johann Rädler (* 1952), Politiker
- Aaron Fara (* 1997), Judoka; lebt in Bad Erlach

## Sonstiges
In Bad Erlach befindet sich eine Wettermessstelle, von der die Daten online über das Internet abgerufen werden können. Darüber hinaus befindet sich in Bad Erlach eine Pegelmessstelle für die Pitten.